# انوری (کارولینای جنوبی)
انوری (به انگلیسی: Enoree) یک منطقهٔ مسکونی در ایالات متحده آمریکا است که در شهرستان اسپارتانبرگ، کارولینای جنوبی واقع شده‌است. انوری ۴٫۰۶۶ کیلومتر مربع مساحت و ۶۶۵ نفر جمعیت دارد.